# Liz Masakayan
Elizabeth Lee „Liz” Masakayan (ur. 31 grudnia 1964 w Quezon City) – amerykańska siatkarka, reprezentowała Stany Zjednoczone na igrzyskach olimpijskich w 1988 roku oraz zdobyła brązowy medal na mistrzostwach świata w 1990 w Pekinie. Jako siatkarka plażowa wygrała rozgrywki World Tour w 1993 grając w parze z Karolyn Kirby, a także zdobyła brązowy medal na Mistrzostwach Świata w 1999 roku razem z Elaine Youngs.